# 마츠시타 나오
마츠시타 나오 (松下 奈緒 마쓰시타 나오[*], 1985년 2월 8일 ~)는 일본의 배우이자 피아노 연주자, 작곡가, 가수이다. 나라현 이코마시에서 태어났으며, 효고현 가와니시시 출신이다. 소속사는 JI 프로모션이다.
재학 중이던 2004년에 드라마 《강아지 왈츠》에 출연하며 배우로 데뷔했으며, 2006년에는 《애디언텀 블루》로 영화 첫 주연을 맡았다. 2007년엔 애니메이션 영화 《피아노의 숲》의 주제가 〈Moonshine〉으로 가수로도 데뷔했다.

## 출연

### 드라마
- 인간의 증명 (2004년)
- 사랑에 빠지면: 나의 성공 비밀 (2005년)
- 톱 캐스터 (2006년)
- 태양의 노래 (2006년)
- 굿 잡 (2007년)
- 엽기적인 그녀 (2008년)
- 감사법인 (2008년)
- 연공 (2008년)
- 오늘도 맑음, 이상 없음 (2009년)
- 독신 (2009년)
- 게게게의 아내 (2010년)
- 컨트롤 심리 범죄 조작 (2010년)
- 호두의 방 (2011년)
- 마루모의 규칙 스페셜 (2011년)
- 블랙보드 ~시대와 싸운 교사들 (2012년)
- 하야미씨라고 불릴 날 (2012년)
- 히가시노 게이고 미스테리즈 (2012년)
- 카모, 교토에 간다.~가업여관의 여장 일기~ (2013년)
- 24개의 눈동자 (2013년)
- 꽃사슬 (2013년)
- 디어시스터 (2014년)
- 후요우의 사람~ 후지산 정상의 아내 (2014년)
- 어둠의 반주자 (2015년)
- 사랑의 산리쿠열차 미팅으로 가자! (2016년)
- 하야코 선생님, 결혼한다니 정말인가요? (2016년)
- 천재 바카본 ~가족의 유대 (2016년) 1부작
- 왕복서간 ~십오 년 뒤의 보충수업 (2016년) 1부작
- 특명지휘관 고우마 아야카 (2016년) 1부작
- 천재바카본2 (2017년) 1부작
- 시대를 만든 남자 아쿠 유우 이야기 (2017년) 1부작
- 토토짱 (2017년) 60부작
- 어둠의 반주자 ~ 편집장의 조건 (2018년) 5부작
- 천재바카본3 (2018년) 1부작
- 얼라이브 암 전문의의 카르테 (2020년)

### 영화
- 《애디언텀 블루》 (2006년)
- 《미래예상도》 (2007년)
- 《엑스크로스 마경전설》 (2007년)
- 《모래시계》 (2008년)
- 《지지 않는 태양》 (2009년)
- 《엔젤 사인》 (2019년)

### 뮤직 비디오
- DREAMS COME TRUE 〈아·이·시·테·루노 사인: 와타시타치노 미라이요소즈〉
- 이키모노가카리 〈가에리타쿠낫타요〉 (모래 시계 Movie Ver.)

## 음반 목록

### 싱글
1. Rain (2007년)

### 정규 음반
1. dolce (2006년)
2. poco A poco (2007년)
3. pf (2009년)